# Antena de Oro 2003
La XXXI Edició dels Premis Antena de Oro, entregats el 10 de maig de 2003 a Antequera encara que corresponents a 2002 foren els següents:

## Televisió
- Ramón García.
- Informe semanal.
- Serveis Informatius d'Antena 3 Televisió.
- Canal Internacional d'Antena 3.
- Florentino Fernández.
- Jesús Quintero, per El Vagamundo.
- Delegació de Televisa a Espanya

## Ràdio
- Serveis Informatius de RNE.
- Radio Clásica.
- Radio Estadio, d'Onda Cero.
- Víctor Arribas Vega.
- Anda ya, de la Cadena SER.
- Hablar por hablar, de la Cadena SER.
- Carlos López, per LoQueYoTeDiga.
- El Tirachinas.
- Onda Rambla Lérida

## Extraordinaris
- Miguel de los Santos.
- José Antonio Sánchez.
- Ernesto Sáenz de Buruaga
- Luis María Anson Oliart.
- Andrés Pastrana.
- Ventura Pérez Mariño
- Manuel Alcántara
- Diputació Provincial de Màlaga.